# Fàbrica Joaquim Ripoll
La Fàbrica Joaquim Ripoll és una fàbrica del moviment modern de Sant Hilari Sacalm (Selva) inclosa a l'Inventari del Patrimoni Arquitectònic de Catalunya. Edifici industrial situat al nucli urbà, a la carretera de la Font Picant.

## Descripció
Consta de planta baixa i dos pisos. Té tres pisos de diferents alçades que conformen un esgraonament. El ràfec sobresurt molt de la façana i té un entramat de fusta. La coberta és a una vessant a cada cos i en teula àrab. El cos principal té planta baixa i dos pisos, seguit per un cos de planta baixa i tres pisos, i el que segueix sumaria un pis més.
L'edifici es caracteritza per la seva gran quantitat d'obertures, molt típic en aquest tipus d'arquitectura. Totes les finestres són quadrangulars i en arc pla. La façana està realitzada amb maó, arrebossada i pintada de blanc. Destaquen unes pilastres que sostenten falsament l'edifici.
A la cantonada de l'edifici, que és arrodonida, posa el nom de l'empresa: " IND. JOAQUIM RIPOLL, S.A. Madecor ARTESANIA EN MADERA"